# Ammoniumsulfatnitrat
Ammoniumsulfatnitrat ist eine anorganische chemische Verbindung und Doppelsalz aus der Gruppe der Ammoniumverbindungen. Der Anteil von Ammoniumnitrat in der Verbindung liegt zwischen 1 und 3.
In der traditionellen Bedeutung bezieht sich der Begriff „Ammoniumsulfatnitrat“ nicht auf eine spezifische chemische Verbindung mit Elementen in festgelegten Proportionen. Vielmehr wurde er zur Beschreibung verschiedener Mischungen von Ammoniumnitrat und Ammoniumsulfat verwendet. Von der AAPFCO (Association of American Plant Food Officials), die die Rolle der Überwachung und Definition von Düngemitteln übernommen hat, ist versucht worden, Ordnung in die Nomenklatur zu bringen. Gemäß AAPFCO-Definition ist ASN ein Doppelsalz von Ammoniumsulfat und Ammoniumnitrat in äquimolaren Anteilen mit einem Stickstoffgehalt von mindestens 26 %. Eine äquimolare Mischung von Ammoniumsulfat und Ammoniumnitrat weist einen Stickstoffgehalt von 26,4 % auf. Trotz der AAPFCO-Definition ist der Name Ammoniumsulfatnitrat zur Bezeichnung zahlreicher Kombinationen von Ammoniumsulfat und Ammoniumnitrat verwendet worden.

## Gewinnung und Darstellung
Ammoniumsulfatnitrat kann durch Reaktion von Salpetersäure und Schwefelsäure  mit Ammoniak gewonnen werden.
Ebenfalls möglich ist die Herstellung durch Mischung von Ammoniumsulfat mit Ammoniumnitrat. Ein Doppelsalz ist eine eindeutig bestimmte Verbindung. Die AAPFCO-Definition impliziert die Existenz einer Verbindung aus einem Mol Ammoniumsulfat und einem Mol Ammoniumnitrat. Ein paar Forscher haben über eine derartige Verbindung berichtet, jedoch hat man kein 1:1-Doppelsalz isolieren und seine Existenz definitiv beweisen können. Das bloße Mischen von Ammoniumsulfat und Ammoniumnitrat führt jedoch nicht zu einer auch nur teilweisen Reaktion. Zur Herbeiführung einer vollständigen chemischen Reaktion zwischen den beiden Ausgangssalzen muss es ausreichende Bedingungen einschließlich Zeit geben. Selbst unter idealen Bedingungen ergibt die Reaktion von äquimolaren Anteilen von Ammoniumsulfat und Ammoniumnitrat keine äquimolare Verbindung. Stattdessen handelt es sich bei den Reaktionsprodukten um Doppelsalze mit anderen Anteilen im Gemisch mit nicht umgesetztem Ammoniumsulfat und/oder Ammoniumnitrat. Das 1:2-Doppelsalz bzw. das 1:3-Doppelsalz sind isoliert und bestätigt worden.

## Eigenschaften
Ammonsulfatsalpeter ist ein farbloses, gelbliches oder rötlich-braunes Pulver oder Granulat (Kornspektrum 2,0 bis 5,0 mm). Dieses enthält ein Doppelsalz aus Ammoniumsulfat und Ammoniumnitrat ((NH4)2SO4 ·2NH4NO3) mit 26 % Reinstickstoff; davon liegen 19 % des Stickstoffs als Ammoniumstickstoff, 7 % als Nitratstickstoff vor. ASS ist leicht wasserlöslich und wirkt im Boden sauer. Es ist gut lagerbar, muss aber ausreichend vor Feuchtigkeit geschützt werden.
Er besitzt eine monokline Kristallstruktur mit der Raumgruppe P21/c (Raumgruppen-Nr. 14).

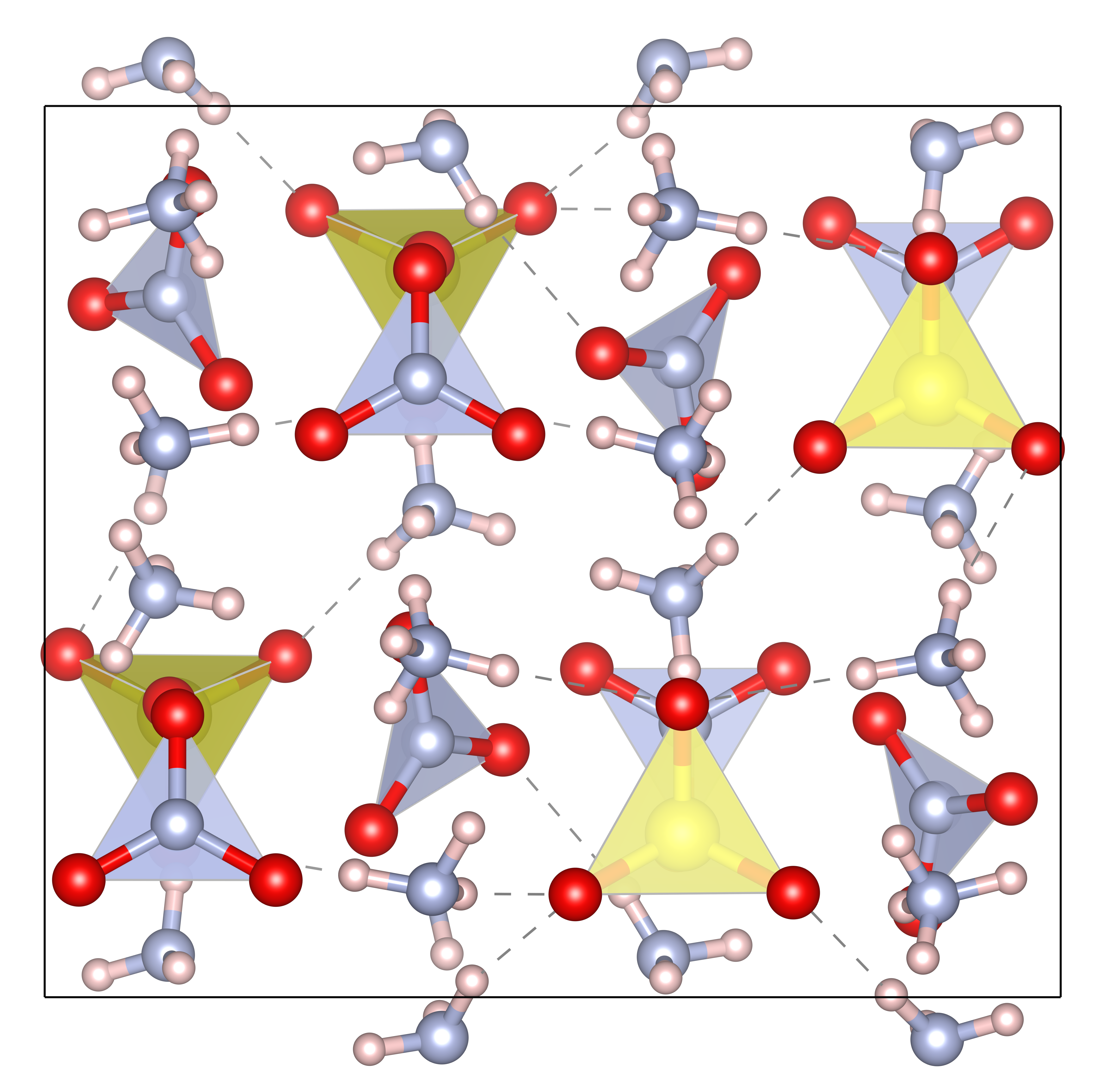
Kristallstruktur von Ammoniumsulfatnitrat (Ammoniumnitratanteil von 2) entlang der a-Achse
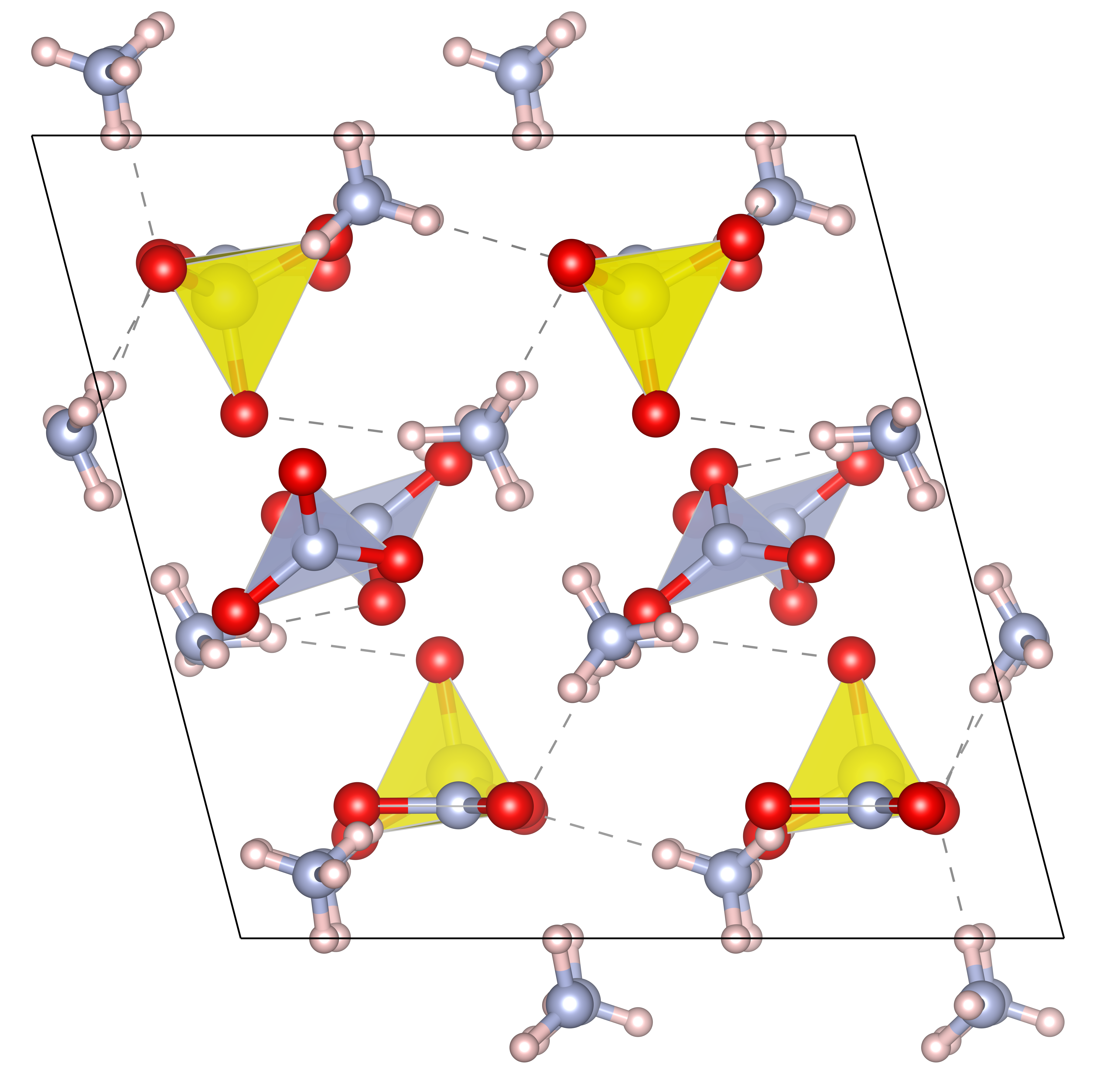
Kristallstruktur von Ammoniumsulfatnitrat (Ammoniumnitratanteil von 2) entlang der b-Achse

## Verwendung
Ammoniumsulfatnitrat wird als Düngemittel verwendet. Es ist eines der effizientesten Düngemittel in der modernen Landwirtschaft.
Um die Versorgung der Pflanzen mit Schwefel sicherzustellen, sind insbesondere Mineraldünger geeignet, die leicht aufnehmbare Formen von Schwefel (in Form von Sulfat) und Stickstoff (in Form von Nitrat) enthalten. Schwefelmangel tritt insbesondere auf flachgründigen und leichten Böden bei schwefelbedürftigen Kulturen wie Cruziferen (Kreuzblütler, wie z. B. Raps) und Leguminosen auf. Da Sulfat leicht wasserlöslich ist, unterliegt Ammoniumsulfatsalpeter (ASS) einer deutlichen Auswaschung, was eine Vorratsdüngung kaum möglich macht.
Im Boden wirkt ASS leicht sauer, da sich das Ammonium in Ammoniak und H+-Ionen aufspaltet. Um das Düngerkorn bildet sich eine Zone mit einem pH-Wert um 4,0. Dies bewirkt, dass Spurennährstoffe (z. B. Fe, Mn, B, Cu oder Zn) besser verfügbar werden. Die saure Wirkung ist besonders auf von Natur aus alkalischen Böden von Vorteil.
Gegenüber dem preiswerteren Kalkammonsalpeter wurde bei Winterweizen jedoch auf Schwarzerde keine Ertragssteigerung nachgewiesen.

## Sicherheitshinweise
Ammonsulfatsalpeter kann Explosionen auslösen. Bei der Explosion von ca. 400 t ASS im BASF-Werk in Oppau am 21. September 1921 starben über 500 Personen. Siehe Artikel Explosion des Oppauer Stickstoffwerkes.

## Hersteller
Ammoniumsulfatnitrat als Dünger wird u. a. von der zur K+S Gruppe gehörenden K+S Nitrogen GmbH und von Eurochem Agro vertrieben.